# Burg Brettheim
Die Burg Brettheim, auch Brettheimer Burg genannt, ist eine abgegangene Höhenburg, evtl. eine Motte (Turmhügelburg), auf einer 435 m ü. NN hohen Anhöhe am südlichen Rand des Ortsteils Brettheim der Gemeinde Rot am See im Landkreis Schwäbisch Hall in Baden-Württemberg.
Vermutlich wurde die Burg von den zwischen 1251 und 1444 genannten Herren von Brettheim als staufisches Lehen erbaut, kam in der Mitte des 15. Jahrhunderts an wohlhabende Rothenburger Bürger und hat mit Sicherheit zu Beginn des Bauernkrieges nicht mehr existiert.
Bei der Burg, auf deren Existenz noch Namen wie „Burggraben“, „Burgebauer“ und „Burgemichel“ hinweisen, handelte es sich um ein stabiles,  von Wall und Graben umgebenes Steinhaus. 